# Gerson Schuch
 Gerson Albino Schuch (Santa Maria, 22 de janeiro de 1946) é um voleibolista indoor brasileiro.
Serviu a Seleção Brasileira de Vôlei na conquista da medalha de prata na edição dos Jogos Pan-Americanos de 1967 no Canadá, e possui o bicampeonato no Campeonato Sul-Americano nos anos de 1969 e 1973, na Venezuela e Colômbia. Também disputou as Olimpiádas de 1968, na cidade do México.
Também é ex-basquetebolista e atleta do punhobol. Pela Seleção Brasileira de Punhobol, possui uma medalha de ouro obtida no Campeonato Sul-Americano de Punhobol de 1967 e disputou o Campeonato Mundial de Punhobol de 1968 na Áustria. 
Também atuou no vôlei de praia, conquistando a medalha de ouro nos Jogos Mundiais Master (World Masters Games) em 2002, na Austrália, na categoria 55+.

## Trajetória esportiva
Com apenas dois anos de idade, Gerson deixou sua cidade natal rumo a Porto Alegre. Com apoio de seus pais que eram poli-esportistas (praticavam ginástica, atletismo, basquetebol, hipismo e voleibol), iniciou na prática desportiva na Sociedade Ginástica Navegantes-São João, onde praticava voleibol, basquetebol e punhobol, nas categorias infantil e juvenil, obtendo diversos títulos. Destacou-se no punhobol e conquistou a medalha de ouro no Campeonato Sul-Americano de Clubes, que na época não era oficializado.
Inicialmente se desenvolveu na prática do basquetebol, após deixar o Navegantes-São João, transferindo-se para a Sogipa, sagrando-se tetracampeão na categoria juvenil.
Foi atleta do EC Cruzeiro de Porto Alegre e sagrou-se bicampeão do Campeonato Gaúcho de 1968 e 1969, chegando a disputar por este clube as edições da Taça Brasil de 1970, 1972 e 1973.
Gerson também conquistou resultados significativos no punhobol e integrou a Seleção Brasileira em 1967, quando disputou o IV Campeonato Sul-Americano de Punhobol realizado em Buenos Aires, na Argentina, conquistando a medalha de ouro, e disputou o I Campeonato Mundial de Punhobol em 1968, em Linz, na Áustria.
Numa época em que o esporte encontrava-se no amadorismo, ele conciliava a vida de atleta e estudos. Cursou engenharia na Universidade Federal do Rio Grande do Sul (UFRGS), mas mesmo estudando treinava todos os dias.
Na transição da categoria juvenil para a adulta no voleibol, representou dois clubes: o Grêmio Náutico União (GNU) e Grêmio Náutico Gaúcho (GNG). No ano de 1967 foi novamente convocado para seleção brasileira para disputar a edição dos Jogos Pan-Americanos de Winnipeg, onde alcançou a medalha de prata.
No ano de 1968 voltou a ser convocado para Seleção Brasileira de Voleibol, para disputar a edição dos Jogos Olímpicos sediado na Cidade do México, ocasião em que finalizou na nona posição. Retornando dos jogos, continuou vinculado ao GNU.
Pela Seleção Brasileira de Voleibol esteve em excursões internacionais no período de 1968 a 1973, em diversos campeonatos nas antigas Tchecoslováquia e Alemanha Oriental. Participou da seleção brasileira que conquistou a medalha de ouro no Campeonato Sul-Americano de 1969 em Caracas, na Venezuela, feito também alcançado na edição realizada em Bucaramanga, na Colômbia.
Depois dedicou-se apenas a competições estaduais. Foi homenageado pela Confederação Brasileira de Voleibol ao ser escolhido para entregar o Troféu VivaVôlei na Superliga Brasileira A 2001-2002. Continuou praticando voleibol na categoria master, desta vez no vôlei de praia, formando dupla com Mario Dunlop, ex-companheiro de seleção brasileira nos Jogos Olímpicos de 1968. A dupla conquistou a medalha de ouro na IV edição do World Masters Games realizado em Melbourne, na Austrália. Posteriormente continuou praticando voleibol na categoria master, e estava no grupo que se preparava para a edição do  World Masters Games de 2013 em Turim, na Itália.

## Títulos e resultados
- Campeonato Gaúcho de Basquete: 1968 e 1969
- Campeonato Gaúcho de Basquete Juvenil: 4 vezes